# Michał Zygmunt Stanisławski
Michał Zygmunt Stanisławski herbu Gryf – wojewoda kijowski w latach 1665–1668, kasztelan sądecki w latach 1663–1665, chorąży halicki w latach 1651–1663.
Był synem Adama, kasztelana halickiego. Brał udział w walkach przeciwko Chmielnickiemu. Wiosną 1651 objął urząd chorążego halickiego. Uczestniczył w bitwie pod Beresteczkiem, w drugim dniu bitwy 29 czerwca został postrzelony. Podczas najazdu szwedzkiego w 1655 przebywał  wraz z marszałkiem wielkim koronnym Jerzym Sebastianem Lubomirskim na Spiszu, Przystąpił do konfederacji tyszowieckiej. 16 stycznia 1657 złożył księciu Jerzemu Rakoczemu przysięgę na wierność i zobowiązał się do pozyskiwania mu stronników. Gdy Rakoczy ścigany przez siły polskie wycofał się z Warszawy w stronę Sandomierza, Stanisławski porzucił po kapitulacji Rakoczego gdyż w umowie kapitulacyjnej zawarte było postanowienie o wydaniu stronie polskiej zdrajców, jesienią 1657 rozeszły się pogłoski o straceniu Michała Zygmunta i nawet burmistrz Zamościa Bazyli Rudomicz zapisał 20 października że Stanisławski niegdyś sławny patriota teraz w Warszawie został ścięty około 10 października jako zdrajca i zwolennik Rakoczego. Na sejmie 1659  wyznaczony został  do komisji mającej dokonać rozgraniczenia Wołoszczyzny i Węgier od ziemi halickiej. W styczniu 1660 objął chorągiew pancerną po Mikołaju Światopełku Czetwertyńskim, brał udział w bitwie pod Cudnowem. Trybunał Koronny  skazał Stanisławskiego na infamię, jego dobra skonfiskowane w latach poprzednich przekazał król szwagrowi Stanisławskiego  Krzysztofowi Koniecpolskiemu, wojewodzie bełskiemu. W instrukcji dla posłów na sejm 1661 szlachta halicka wstawiła się za Stanisławskim, polecając starać się o amnestię dla niego, ponownie wniesiono o amnestię dla niego na sejmiku halickim w lutym 1662, starania o amnestię poparło też wojsko ostatecznie otrzymał amnestię na sejmie w 1662. 9 maja 1663 otrzymał urząd kasztelana sądeckiego. Uczestniczył w kampanii zadnieprzańskiej 1663–1664 Jana Kazimierza przeciw Moskwie. 20 września 1665 otrzymał za zasługi wojenne urząd wojewody kijowskiego. Wyznaczony przez króla na komisarza ze strony dworu, był też deputatem do rozliczenia wydatków poniesionych przez dwór na wojsko. 15 czerwca 1668 uczestniczył w Warszawie w konwokacji senatorskiej, na której król podjął decyzję o abdykacji. Ponieważ 19 czerwca 1668, na zakończenie obrad komisji, podpisał się jako wicemarszałek wojewoda połocki Jan Karol Kopeć, może to świadczyć albo o wcześniejszym wyjeździe Stanisławskiego z Warszawy, albo że wtedy właśnie zmarł. W obradach sejmu abdykacyjnego Jana Kazimierza we wrześniu 1668 wziął już udział nowy wojewoda kijowski Andrzej Potocki. Pogrzeb Stanisławskiego odbył się w lutym 1669, zapewne we Lwowie.